# Il gioco di Saturno
Il gioco di Saturno (The Saturn Game) è un romanzo breve di fantascienza dello scrittore statunitense Poul Anderson, pubblicato nel 1981.
L'opera ha vinto il Premio Hugo per il miglior romanzo breve e il Premio Nebula per il miglior romanzo breve.

## Storia editoriale
Il romanzo breve è stato pubblicato, per la prima volta, sul numero di febbraio 1981 della rivista Analog Science Fiction and Fact, vincendo, l'anno successivo, il Premio Hugo per il miglior romanzo breve e il Premio Nebula per il miglior romanzo breve, classificandosi al secondo posto al Premio Locus per il miglior romanzo breve..

## Trama
Un fantasioso gioco di ruolo fornisce distrazione ad alcuni membri dell'equipaggio di un'astronave durante il lungo e noioso viaggio su Saturno. Tuttavia il loro mondo immaginario viene pericolosamente confuso con quello reale quando una squadra inizia l'esplorazione di Giapeto, una delle lune di Saturno. 

## Edizioni
- (EN) Poul Anderson, The Saturn Game, in Analog Science Fiction and Fact, Davis Publications, 2 febbraio 1981,  p. 180.
- (DE) Poul Anderson, Das Saturnspiel, in Analog 1, traduzione di Michael Windgassen, Moewig Science Fiction, n. 3547, Monaco di Baviera, Moewig, 1981,  p. 237.
- (FR) Poul Anderson, Le jeu de Saturn, in Les abîmes angoissants de Poul Anderson, Autres temps, autres mondes, Tournai, Casterman, 1982,  p. 221, ISBN 978-2-203-22635-7.
- Poul Anderson, Il gioco di Saturno, in Sandro Pergameno (a cura di), I Premi Hugo 1976-1983, traduzione di Annarita Guarnieri, Grandi Opere Nord, n. 10, Milano, Editrice Nord, 1984,  p. 756.
- Poul Anderson, Il gioco di Saturno, in I premi Hugo 1976 1983, traduzione di Annarita Guarnieri, Narrativa Club, Milano, Euroclub, 1985,  p. 518.
- Poul Anderson, Il gioco di Saturno, in I Premi Hugo 1976-1983, traduzione di Annarita Guarnieri, Tascabili Super Omnibus, n. 2.12, Milano, Editrice Nord, 1991,  p. 756.
- (SV) Poul Anderson, Saturnusspelet, in Nova science fiction, n. 14, Solna, Gafiac, 2007.